# Orion Electronics
Die Orion Elektronikai Kft (englisch Orion Electronics Ltd.) ist ein ungarischer Fertigungsbetrieb und ein Reparaturdienstleister. Darüber hinaus bietet das Unternehmen Marketinglösungen bzw. den Vertrieb und die Lagerung der Produkte für die Unternehmen an.

## Geschichte
Das Unternehmen wurde 1913 in Budapest als Hersteller von Glühlampen gegründet und begann 1920 mit der Herstellung von Radios. Orion war in den 1920er und 1930er Jahren einer der größten Radioproduzenten weltweit. Später, im Jahr 1956, erweiterte Orion seine Produktpalette um Fernseher; der erste Farbfernseher des Unternehmens erschien 1975. Ende der 1980er Jahre kamen VHS-Videorecorder hinzu.
Orion war lange Zeit ein staatliches Unternehmen, bis es in den frühen 90er Jahren privatisiert und 1997 vom singapurischen Investor Thakral Group übernommen wurde, der weltweit 8.000 Mitarbeiter beschäftigt und einen Jahresumsatz von 2,5 Milliarden US-Dollar erzielt. Orion existiert seitdem aber als eigenständiges Tochterunternehmen weiter. Man wandelte sich immer weiter von einem Hersteller von Unterhaltungselektronik zu einem Auftragsfertiger. Seit 2001 ist Orion Produktionspartner von Logitech in Europa.

## Geschäftstätigkeit
Orion ist heute ein Fertigungsbetrieb und fertigt für 15 Kunden, darunter General Electric, JVC Kenwood und Logitech. Unterhaltungselektronik unter der Marke Orion wird vom 1958 in Ōsaka gegründeten Unterhaltungselektronikhersteller Orion Denki hergestellt und von der ungarischen Orion Electronics lediglich vertrieben.

## Niederlassungen
Orion Electronics besitzt Niederlassungen in Ungarn, Rumänien, Russland und der Ukraine. In Ungarn befindet sich neben dem Hauptsitz in Budapest noch ein Logistikzentrum in Sóskút.

## Kunden
Zu den Kunden des Unternehmens zählen unter anderem:
- Arrow Electronics (USA)
- General Electric (USA)
- Wipac Ltd. (Vereinigtes Königreich)
- Suprajit Automotive Ltd. (Indien)
- Smarteq Wireless AB (Schweden)
- Framatome (Frankreich)
- Nualight (Niederlande/Irland)
- Daikin Industries, Ltd. (Japan)
- JVC Kenwood (Japan)
- Logitech S.A. (Schweiz)
- Eltek ASA (Norwegen)
- Hosiden Besson Ltd. (Vereinigtes Königreich)
- Delta Dore S.A. (Frankreich)
- SIIX Corporation (Japan)
- Thealec S.A. (Frankreich)